# The A Team (canción)
“The A Team” es la canción debut del cantante y compositor inglés Ed Sheeran. Fue lanzado como descarga digital en el Reino Unido el 12 de junio de 2011, sirviendo como el primer sencillo de su álbum debut +. La canción debutó en el número tres en la lista UK Singles Chart del Reino Unido, vendiendo alrededor de 57.607 copias.
La canción fue cantada por Sheeran, después de una actuación de última hora en un evento para las personas sin hogar. El coro de "The A Team" también fue utilizado por Sheeran en la pista "Little Lady", que cuenta con la colaboración de Mikill Pane. Está disponible en el No. 5 Collaborations Project.
Estuvo nominada para los Premios Grammy de 2013 en la categoría Canción del Año. Pero perdió el premio contra la canción We Are Young de Fun.
"The A Team" se convirtió en un éxito top 10 en Australia, Alemania, Irlanda, Israel, Japón, Luxemburgo, Nueva Zelanda, Noruega, Países Bajos y Reino Unido.

## Lista de canciones
| Descarga digital |                                                  |          |  |
| N.º              | Título                                           | Duración |  |
| 1.               | «The A Team»                                     | 4:18     |  |
| 2.               | «The A Team» (Shy FX's Ackee and Saltfish Remix) | 4:28     |  |
| 3.               | «The A Team» (KOAN Sound Remix)                  | 4:39     |  |
| 4.               | «The A Team» (True Tiger Remix)                  | 3:39     |  |
| 5.               | «The A Team» (Acoustic)                          |          |  |

| CD sencillo |                                 |          |  |
| N.º         | Título                          | Duración |  |
| 1.          | «The A Team»                    | 4:18     |  |
| 2.          | «The A Team» (KOAN Sound Remix) | 4:39     |  |

| sencillo 7" |                                                  |          |  |
| N.º         | Título                                           | Duración |  |
| 1.          | «The A Team»                                     | 4:18     |  |
| 2.          | «The A Team» (Shy FX's Ackee and Saltfish Remix) | 4:28     |  |

## Posicionamiento en listas
| Listas (2011–2013)                          | Mejor posición |
| ------------------------------------------- | -------------- |
| Australia (ARIA)                            | 2              |
| Austria (Ö3 Austria Top 40)                 | 19             |
| Bélgica (Flandes) (Ultratop 50)             | 18             |
| Bélgica (Valonia) (Ultratip Bubbling Under) | 26             |
| Canadá (Canadian Hot 100)                   | 29             |
| República Checa (Rádio Top 100)             | 31             |
| Francia (SNEP)                              | 43             |
| Alemania (Offizielle Deutsche Charts)       | 9              |
| Irlanda (IRMA)                              | 3              |
| Israel (Media Forest)                       | 6              |
| Japón (Japan Hot 100)                       | 5              |
| Países Bajos (Mega Single Top 100)          | 2              |
| Nueva Zelanda (Recorded Music NZ)           | 3              |
| Noruega (VG-lista)                          | 5              |
| Escocia (Scottish Singles Sales Chart)      | 2              |
| Eslovaquia (Rádio Top 100)                  | 84             |
| España (Top 100 Canciones)                  | 44             |
| Suecia (Sverigetopplistan)                  | 27             |
| Suiza (Schweizer Hitparade)                 | 23             |
| Reino Unido (UK Singles Chart)              | 3              |
| UK Official Streaming Chart Top 100         | 27             |
| US Billboard Hot 100                        | 16             |
| US Pop Songs (Billboard)                    | 9              |
| USRock Songs (Billboard)                    | 4              |
| US Adult Pop Songs (Billboard)              | 6              |
| US Adult Contemporary (Billboard)           | 12             |

### Certificaciones
| País           | Organismo certificador | Certificación | Ventas    | Simbolización | Ref.   |
| -------------- | ---------------------- | ------------- | --------- | ------------- | ------ |
| Alemania       | BVMI                   | Oro           | 150 000   | ●             | [ 21 ] |
| Australia      | ARIA                   | 5× Platino    | 350 000   | 5▲            | [ 22 ] |
| Austria        | IFPI — Austria         | Oro           | 15 000    | ●             | [ 23 ] |
| Canadá         | CRIA                   | 2× Platino    | 80 000    | 2▲            | [ 24 ] |
| Estados Unidos | RIAA                   | 3× Platino    | 2 300 000 | 3▲            | [ 25 ] |
| Italia         | FIMI                   | Oro           | 25 000    | ●             | [ 26 ] |
| Noruega        | IFPI                   | 2× Platino    | 20 000    | 2▲            | [ 27 ] |
| Nueva Zelanda  | RIANZ                  | Platino       | 15 000    | ▲             | [ 28 ] |
| Reino Unido    | BPI                    | 2× Platino    | 1 200 000 | 2▲            | [ 29 ] |
| Suecia         | IFPI — Suecia          | Platino       | 40 000    | ▲             | [ 30 ] |
| Suiza          | IFPI                   | Oro           | 15 000    | ●             | [ 31 ] |